# حزب التنمية الوطني
حزب التنمية الوطني هو حزب سوري رخص بالقرار رقم ( 10 ) بتاريخ 2012/2/17 بناء على قانون الأحزاب الصادر بالمرسوم التشريعي رقم 100 تاريخ 3/8/2011، ولائحته التنفيذية الصادرة عن رئيس مجلس الوزراء بالقرار رقم 12793/ م.و، تاريخ 11/9/2011.

## رؤية الحزب
بناء سورية قوية متقدمة، تحكم بإرادة شعبها

## شعار الحزب
حرية، عدالة، تنمية

## رسالة الحزب
يسعى الحزب في إطار الدستور وقيم المجتمع السوري الأصيلة إلى الإسهام في بناء سورية الحديثة الديمقراطية من خلال تحقيق التنمية الشاملة في مجالاتها الحضارية والاجتماعية والاقتصادية والثقافية والبيئية، ويؤمن بأهمية التكافل الاجتماعي بهدف حماية مصالح الفئات الضعيفة والمهمشة وضمان السلام الاجتماعي ويقيم حقوق الإنسان والعدالة والحرية والمساواة، وتفعيل دور الشباب السوري كأساس بالمشاركة الإيجابية في تكوين المستقبل من أجل تقدم ورفاهية الإنسان في ظل قيم الخير والمحبة والعدل

## أهداف الحزب
يعمل الحزب على تحقيق الأهداف الآتية:
1. الإسهام في تنظيم المواطنين وتمثيلهم من أجل مجتمع أفضل يبنى على قيم الحرية، وتسوده العدالة، وتتحقق فيه التنمية.
2. تعزيز دولة القانون والمؤسسات ومبادئ الجمهورية وثوابتها الوطنية، وفي مقدمتها تعزيز الخيار الديمقراطي.
3. والإسهام في ترسيخ ثقافة الاعتدال.
4. تعزيز الوحدة الوطنية أرضاً وشعباً، وصيانة استقلال الوطن.
5. يمارس الحزب نشاطه لتحقيق أهدافه في إطار الالتزام بأحكام الدستور والقانون والتعاون مع جميع المؤسسات والهيئات الوطنية في خدمة المصالح العليا للبلاد.
6. المواطنة.
7. التنمية الاقتصادية: تتحقق من خلال اقتصاد السوق القائم على الحرية الاقتصادية وتشجيع الاستثمار الوطني والأجنبي وفقاً لاحتياجات تطور سورية وتحديثها، والقضاء على الاحتكار والفساد وتدعيم التعليم والبحث العلمي كركيزة أساسية لتقدم سورية.

## التوجهات الأساسية للحزب

### أ-التوجهات السياسية
1. إقامة دولة القانون والمؤسسات التي تعبر عن تطلعات مكونات المجتمع السوري كافة.
2. تعزيز الحقوق والحريات العامة من خلال تكريس مبدأ الفصل بين السلطات والاحتكام إلى صناديق الاقتراع في المنافسة السياسية.
3. التمسك بالنظام الجمهوري والحقوق الوطنية الراسخة والمجمع عليها، ولاسيما السيادة الوطنية وتحرير الأراضي المحتلة، والدفاع عن أرض الوطن ضد أي عدوان خارجي.
4. العروبة هي هوية ثقافية تاريخية غير عرقية على الإطلاق والعربية هي لغة الوطن الرسمية، وذلك لا يتناقض مع دعوتنا المخلصة لإحياء كل الثقافات الشرقية التي شكلت سورية مهداً تاريخياً لها.
5. إقرار مسؤولية الحكومة أمام مجلس الشعب وإعادة توزيع الصلاحيات بين السلطات الدستورية بما يحقق التوازن والتكامل بينها.
6. إقرار وتعزيز استقلال القضاء.
7. تحرير الإعلام، حيث لا ديمقراطية بدون إعلام حر ومتنوع يكفل حرية التعبير عن الرأي في ظل قيم المجتمع السوري.

### ب -التوجهات الاجتماعية
1. يعتبر الحزب أنه بالإمكان في ظل اقتصاد السوق التقليص من الفوارق الاجتماعية وتحقيق درجات متقدمة من العدالة الاجتماعية والتوزيع العادل للثروة الوطنية، ويعارض المنحى المتشدد في اقتصاد السوق الذي يعمق الفوارق ويؤجج الصراع بين طبقات وفئات المجتمع.
2. يعمل الحزب بكل قوة وحزم من أجل تحقيق العدالة الاجتماعية بين مختلف فئات المجتمع باعتبار التكافل الاجتماعي والتعاون والتضامن والمساواة والعدل بين المواطنين، وتفعيل دور المرأة، هي القيم التي يجب أن يبنى عليها مجتمعنا، وهي الأسس التي من الضروري أن تبنى عليها خططنا وسياساتنا التنموية.
3. يعمل الحزب من أجل حق كل مواطن في العمل وفي الخدمات والمرافق الاجتماعية الأساسية وفي العيش الكريم، ومكافحة الفقر والتهميش، وذلك من خلال خلق وتعزيز شبكات الأمان الاجتماعي، ومكافحة البطالة وتأمين السكن.

### جـ -التوجهات الاقتصادية: يدعو الحزب إلى تبني الإجراءات والأهداف الآتية
1. دعم المؤسسات الصغيرة والمتوسطة، وتوجيه الاستثمار إلى القطاعات ذات القيمة المضافة العالية.
2. دعم القدرة الشرائية بما يعزز الطلب الداخلي ويرفع الاستثمار ويحقق العدالة الاجتماعية.
3. إصلاح النظام الضريبي.
4. النهوض بالقطاع السياحي باعتباره مصدراً استراتيجياً وبديلاً عن تراجع القطاعات الأخرى.
5. إعادة النظر في السياسات الزراعية بشكل جذري في ضوء التحديات التي تواجه هذا القطاع.
6. الحكومة الإلكترونية ضرورة تنموية تاريخية تقتضي توفي البنية التحتية لها بالإعداد المعلوماتي للشعب إذ لا يمكن الحديث عن حكومة إلكترونية دون شعب إلكتروني.
7. ترشيد سياسة البناء والإسكان وبناء الضواحي السكنية النموذجية على أملاك الدولة في الأراضي الغير صالحة للزراعة وإيقاف الاستملاك والتوسع السكني على حساب الأرض الزراعية.

أمين سر لجنة شؤون الأحزاب